# Haliscera bigelowi
Haliscera bigelowi is een hydroïdpoliep uit de familie Halicreatidae. De poliep komt uit het geslacht Haliscera. Haliscera bigelowi werd in 1947 voor het eerst wetenschappelijk beschreven door Kramp. 